# Ривер Плейт (футбольный клуб, Асунсьон)
Клуб «Ривер Плейт» (Асунсьон) (исп. Club River Plate Asunción) — один из старейших футбольных клубов Парагвая, основанный в 1911 году. Команда ни разу не становилась чемпионом Парагвая, трижды занимала второе место. «Ривер Плейт» на протяжении более чем 75 лет выступал в Примере — высшем дивизионе чемпионата Парагвая, куда в последний раз вернулся в 2019 году после трёх лет выступлений во Втором дивизионе.

## История
Клуб был образован 15 января 1911 года, и получил название по аналогии со своими «старшими братьями» из Буэнос-Айреса и Монтевидео. В 2012 году клуб выиграл свой единственный значимый трофей в истории — Лигу Сентенарио («Столетия») — это был турнир среди участников, откловшихся от официального чемпионата, и поэтому Парагвайская футбольная ассоциация не признаёт этот титул. Постепенно противоречия между клубами стирались, и в 1913 году «Ривер Плейт» уже выиграл чемпионат Второго дивизиона, впервые заработав право выступить в Примере. В своём первом сезоне на высшем уровне «келитос» заняли третье место, уступив лишь «Олимпии» и «Серро Портеньо», которые по сей день являются самыми титулованными клубами Парагвая. В 1919, 1926 и 1930 годах «Ривер Плейт» занимал второе место в чемпионате, что является наивысшими достижениями в истории клуба.
После 37 сезонов подряд в Примере, в 1954 году «Ривер» вылетел во Второй дивизион. Вернувшись в элиту через три года, «келитос» выступали в Примере ещё 28 лет подряд, после чего последовал вылет на два года. Третий период в Примере длился всего семь лет, с 1988 по 1994 год. С 1995 по 2016 год команда в основном играла во Втором дивизионе, но в середине 2000-х годов испытывала жесточайший кризис — в 2009 году команда единственный раз в истории выступила в Четвёртом дизионе, который выиграла и постепенно начала восстанавливать свои позиции в парагвайском футболе.
«Ривер Плейт» вернулся в парагвайскую Примеру в 2016 году, но в том же году вернулся во Второй дивизион. В 2019—2021 годах вновь выступал в элитном дивизионе.

## Титулы и достижения
- Вице-чемпион Парагвая (3): 1919, 1926, 1930
- Победитель Второго дивизиона (4): 1913, 1957, 2015, 2018
- Победитель Третьего дивизиона (1): 2010
- Победитель Четвёртого дивизиона (1): 2009

## Рекордсмены клуба
Ниже представлены списки рекордсменов клуба по количеству сыгранных матчей и забитых голов.
По числу матчей
1. Густаво Хименес — 99 игр
2. Нильдо Вьера — 86 игр, 29 голов
3. Вильям Сантандер — 83 игры, 13 голов
4. Родриго Вера — 79 игр, 1 гол
5. Пабло Гавилан — 72 игры, 1 гол

По числу голов
1. Нильдо Вьера — 29 голов в 86 играх
2. Вильям Сантандер — 13 голов в 83 играх
3. Дионисио Перес — 12 голов в 47 играх
4. Марсело Гонсалес — 11 голов в 51 игре
5. Хосе Сатурнино Кардосо — 10 голов в 26 играх
6. Серхио Самудио — 10 голов в 45 играх
7. Серхио Торалес — 10 голов в 68 играх